# Mario Castelnuovo-Tedesco
Mario Castelnuovo-Tedesco (Florença, 3 de abril de 1895 - Los Angeles, 16 de março de 1968) foi um compositor e maestro judeu-italiano.
Estudou com Pizzetti no Conservatório de Florença e antes de 1918 já chamara a atenção dos compositores da época. Em 1939 mudou-se para os EUA e a partir de 1946 ensinou no Conservatório de Los Angeles e compôs trilhas para cinema.
Suas primeiras canções e peças para piano impressionam e as pequenas formas permaneceram como sua melhor forma de expressão, em especial as partituras para todas as canções das peças de Shakespeare, e em sua vasta produção para violão.
Entre outras obras incluem-se óperas, aberturas, concertos e oratórios.
Sepultado no Westwood Village Memorial Park Cemetery.

## Composições

### Violino
- Figaro
- Sea Murmurs
- Valse-Bluette op. 170 #24 written on Erick Friedman's name

### Violão
- Variations à travers les siècles Op. 71
- Sonata "Hommage a Boccherini" op.77
- Capriccio Diabolico (Homage To Paganini) op.85a
- Aranci in fiore op. 87a
- Tarantella op. 87b
- Variations plaisantes sur un petit air populaire Op. 95
- Rondò op. 129
- Suite op. 133
- Greeting Cards op. 170
- Tre preludi mediterranei op. 176
- Escarramán op. 177
- Passacaglia op. 180
- Tre preludi al Circeo op. 194
- 24 Caprichos de Goya op. 195
- Appunti op. 210

### Música de Câmera
- Sonatina, op. 205 for Flute and Guitar
- Eclogues, for flute, English horn & guitar, Op.206
- Guitar Quintet Op. 143, String Quartet and Guitar
- Fantasia, Op. 145 for Piano and Guitar
- Aria, Op. 146C No. 3. for Oboe, Cello and Guitar
- "Morning in Iowa", Voice, Accordion, Banjo, Clarinet, Double Bass, Percussion

### Orquestra
- Overture to A Midsummer Night's Dream (1940)
- Evening in Iowa (195?)

#### Concertos
- Violino
  - Violin Concerto No. 1
  - Violin Concerto No. 2, Op. 66 I Profeti for Jascha Heifetz

- Piano
  - Concerto for Piano No. 1 in D major, Op. 46 (1927)

- Violão
  - Guitar Concerto No.1 in D major, Op. 99 (1939)
  - Guitar Concerto No.2 in C major, Op. 160 (1953)
  - Concerto for Two Guitars, Op. 201 (1962)

### Óperas
- La mandragola (1924)
- The Merchant of Venice (1956)
- The Importance of being Earnest (1961)

### Vocal
- Naomi and Ruth (1947)

### Coro
- Romancero gitano, for mixed choir & guitar, Op 152 (1960)